# WKG Kriegsmarine Oxhöft
Die WKG Kriegsmarine Oxhöft war während des Zweiten Weltkriegs ein deutscher Fußballverein aus dem Stadtteil Oxhöft (poln. Oksywie) der Hafenstadt Gotenhafen (poln. Gdynia) im besetzten Polen.

## Geschichte
Die WKG trat in der Saison 1941/42 als Neuling in der 1. Klasse Danzig-Westpreußen innerhalb der Staffel A des Bezirks 1 Danzig an. Bereits im Oktober 1941 zog sich die Mannschaft jedoch vom Spielbetrieb zurück. Ein bereits erzielter Sieg und ein Unentschieden wurden wieder annulliert. Nach der Saison 1943/44 durfte die Mannschaft dann noch einmal an der Aufstiegsrunde zur Gauliga Danzig-Westpreußen teilnehmen. Innerhalb der Abteilung A ging die Mannschaft dann nach vier gespielten Spielen als Sieger aus der Tabelle hervor und durfte aufsteigen. In der Saison 1944/45 wurde der Verein dann in die Gauklasse Staffel II Gotenhafen eingruppiert. Dort wurde der Spielbetrieb im Januar 1945 dann aber auch abgebrochen. Zu diesem Zeitpunkt hatte die WKG sieben Spiele gespielt und stand mit 8:6 Punkten auf dem zweiten Tabellenplatz.
Am Ende des Zweiten Weltkriegs fiel Gdynia bzw. Gotenhafen zurück an Polen. Der Verein wurde aufgelöst.